# Lansing, Michigan
Lansing là một thành phố tọa lạc chủ yếu ở quận Ingham và trên một phần nhỏ ở quận Eaton, tiểu bang Michigan, Hoa Kỳ. Đây là thành phố thủ phủ bang Michigan. Theo điều tra dân số Hoa Kỳ 2010, thành phố có dân số 114.297 người, là thành phố lớn thứ năm trong tiểu bang. Khu vực thống kê đô thị Lansing có dân số 464.036 người còn khu vực thống kê mở rộng bao gồm cả quận Shiawassee có dân số 534.684 người.